# Alta de Lisboa
"Alta de Lisboa" é o nome comercial do Alto do Lumiar (topónimo oficial). Situa-se no extremo Norte do concelho de Lisboa, confronta com a Segunda Circular, o Aeroporto da Portela e o Eixo Norte-Sul e distribui-se pelas freguesias do Lumiar e de Santa Clara.
A Alta de Lisboa é servida por vários espaços verdes como o jardim da Quinta das Conchas e dos Lilases e o parque Oeste.

## História
O território do Alto do Lumiar foi integrado no concelho de Lisboa no final do século XIX e situa-se na antiga zona “saloia” que abastecia a cidade de Lisboa, com suas quintas e campos de cultivo até às primeiras décadas do século XX.
Nas décadas de 60, 70 e 80 disseminaram-se na zona vários bairros de habitações precárias. Este fenómeno foi iniciado pela autarquia de Lisboa, com a construção em meados da década de 60 de dois bairros provisórios, designadamente a Musgueira Sul e a Musgueira Norte, destinados a absorver parte da população desalojada coercivamente do vale de Alcântara, em resultado da construção da Ponte Sobre o Tejo. Paralelamente, foi construído o bairro da Cruz Vermelha, numa iniciativa assistencialista articulada entre a Cruz Vermelha e a Câmara Municipal de Lisboa (CML).
Posteriormente, surgiram vários bairros de carácter informal, habitados por retornados, famílias provenientes do interior do país, de etnia cigana e dos PALOP, que se distribuíram pelos bairros da Quinta Grande, Quinta do Louro, Quinta do Pailepa, Quinta das Calvanas, Sete Céus, entre outros.
O projecto da Alta de Lisboa teve início em 1984, a partir de uma parceria público-privada entre a Câmara Municipal de Lisboa e a Sociedade Gestora da Alta de Lisboa (SGAL), estabelecida após um concurso público internacional. Em 1998 foi aprovado o Plano de Urbanização do Alto do Lumiar (PUAL) que regula a intervenção urbanística no local. Em 2012, o PUAL foi actualizado.
O realojamento da população dos antigos bairros de habitações precárias foi iniciado em 1993 no âmbito do Programa Especial de Realojamento (PER) e terminado em 2007. Os bairros sociais são geridos actualmente pela empresa municipal Gebalis, da CML.

## Plano de Urbanização do Alto do Lumiar
O Plano de Urbanização do Alto do Lumiar (PUAL) corresponde a uma área de aproximadamente 360 hectares. O Alto do Lumiar (integrado no PUAL) corresponde a cerca de 280 hectares. O PUAL foi aprovado em Conselho de Ministros em 1998. Previa-se que viessem a residir no local cerca de 60 000 habitantes, desde realojados dos antigos bairros precários a novos residentes no âmbito dos fogos comercializados pela SGAL. A finalização do plano estava prevista para 2015, contudo ainda se encontra em desenvolvimento. A evolução do projecto foi apanhada em 2007 pela crise económica e do mercado imobiliário. Em 2012 o PUAL foi revisto pela CML, assim como o cronograma e a data de finalização do plano, actualmente fixada para 2030.